# أليس (فلم 2022)
أليس (بالإنجليزية: Alice) هو فيلم أكشن أمريكي لعام 2022، من سيناريو وإخراج كريستين فير ليندن، تم عرضه لأول مرة في 23 يناير 2022، وتم إصداره في الولايات المتحدة في 18 مارس 2022. حقق الفيلم في الولايات المتحدة وكندا 173،624 دولارًا من 169 مسرح في عطلة نهاية الأسبوع الافتتاحية.

## روابط خارجية
- مقالات تستعمل روابط فنية بلا صلة مع ويكي بيانات